# Dagomkom
Dagomkom est un village du département et la commune rurale de Sangha (ou Sanga), situé dans la province du Koulpélogo et la région du Centre-Est au Burkina Faso.

## Histoire
dagomkom est d'une villarge tranquille  avec leur chef<bourri koara> non de chef (pijor-naaba) a JOUKORGIM